# Blasphemous
Blasphemous è un videogioco d'azione in stile metroidvania, sviluppato dalla The Game Kitchen (casa di produzione videoludica spagnola già autrice di The Last Door) e pubblicato da Team17. Il gioco, iniziato come progetto Kickstarter nel 2017, è stato pubblicato per Nintendo Switch, PC, PlayStation 4 e Xbox One il 10 settembre 2019.
Nel 2023 viene annunciato il seguito del gioco, Blasphemous II, distribuito il 24 agosto dello stesso anno per PlayStation 5, Xbox Series X e Series S, Nintendo Switch e PC.

## Trama

### Ambientazione
La storia si svolge nella città di Custodia, dove la religione è alla base della vita degli abitanti. Negli ultimi tempi, però, l'intera città è sotto attacco da creature orribili, trattasi di distorsioni dell'iconografia religiosa che però sembrano aver conservato la propria inossidabile fede con capacità sovrannaturali concessegli dal "Miracolo", un'entità superiore e divina che possiede una volontà propria, al di là della comprensione mortale, infliggendo bizzarri talenti soprannaturali ai mortali a suo piacimento. Nei panni del Penitente, ultimo rimasto di una congregazione chiamata Confraternita del Lamento Silente e possessore di una spada nominata Mea Culpa, il giocatore dovrà attraversare l'intera terra di Custodia per scoprire l'origine di questa piaga e al contempo fermarla.

### Storia
La storia si apre con una donna che si batte il petto con una statua del Ritorto, figura messianica della fede, fino a che questa si trasforma in una spada, che trafigge la donna e la trasforma in una statua. Il Penitente, il protagonista del gioco, arriva ed estrae la spada.
Nella chiesa della Confraternita del Lamento Silente, il Penitente si rialza tra i cadaveri dei suoi confratelli, apparentemente resuscitato dal Miracolo stesso. Dopo aver sconfitto il Custode del Dolore Silenzioso, trova Deogracias, che gli parla della Culla dell'Afflizione, una sacra reliquia che il Penitente cerca, e delle Tre Umiliazioni che deve compiere per essere ritenuto degno di raggiungerla. Deogracias dà anche al Penitente una spina da aggiungere al manico della sua spada e che crescerà man mano che il giocatore completa alcuni dungeon opzionali e il cui stato alla fine del gioco influenzerà la fine.
Il Penitente si reca dunque in diversi luoghi di Cvstodia, tra cui la città in declino di Albero, le colline innevate dove appassiscono gli ulivi e la cisterna dissacrata sotterranea. Ogni Umiliazione comporta un combattimento contro un boss, dopo il quale il giocatore si troverà al cospetto di uno dei Volti Dorati, guardiani delle 3 Piaghe che permetteranno l'accesso alla sacra chiesa: Attrizione, Contrizione, Compunzione. Il Penitente accede alla Madre delle Madri, la cattedrale dove risiedono Escribar e la Culla dell'Afflizione. All'interno di essa, al Nodo delle Tre Parole, Deogracias racconterà al giocatore l'origine del Primo Miracolo: un giovane devoto e tormentato chiese alla Volontà Suprema di essere punito. Posizionò un tronco a terra, ci si sedette sopra e iniziò a pregare, sperando di essere ascoltato. Supplicò che gli venisse travolto dal dolore affinché la colpa che gli trapassava l'anima come una lama si alleviasse. Poi il Miracolo si manifestò. Esso fece crescere delle radici che gli si abbarbicarono alle gambe e alle braccia, ma neanche un lamento uscì dalle labbra del ragazzo. Tutti gli abitanti di quelle terre assistettero all'episodio e ognuno di loro pregò di fronte alla gioia implorata da quel giovane. L'albero uno e trino che crebbe anni dopo la sua morte venne chiamato Nodo delle Tre Parole, perché tre sono i suoi contorti fusti e tre furono le parole pronunciate dal giovane prima di defungere: "Mia Grandissima Colpa". Il ragazzo da quel giorno venne venerato come Il Padre.
Durante il viaggio, si sente la voce di Escribar, che racconta al protagonista la sua storia passata: molto tempo prima che il Penitente iniziasse il suo pellegrinaggio, egli, insoddisfatto della devozione dei fedeli, affermò che il Miracolo li aveva abbandonati, voltando le spalle a tutti con il suo trono. Il Miracolo allora trasformò Escribar in un enorme albero che in seguito prese fuoco, lasciando dietro di sé un enorme mucchio di cenere, in cima al quale vi era il trono di Escribar, ora noto come la Culla dell'Afflizione. Innumerevoli persone tentarono di scalare la montagna, ma tutti fallirono, ingoiati dalla cenere e rinati tutti come bestie (i nemici del gioco) come punizione del Miracolo. Quella stessa sorte toccò anche a Escribar, rinato come Ultimo Figlio del Miracolo.
Il penultimo boss è Crisanta dell'Agonia Avvolta, il capo dei soldati di Escribar e una cavaliere la cui armatura ricorda quella del Penitente, che ella intende punire per aver oltraggiato il Miracolo e le sue esternazioni (i mostri e i boss del gioco); rimane ferita nel combattimento ma riesce a scappare.
Il Penitente arriva finalmente in cima alla Madre delle Madri, dove combatte e uccide Escribar, sebbene quest'ultimo si impegni fino a rivelare la sua vera forma di Ultimo Figlio del Miracolo. Il Penitente trova quindi la montagna di cenere e Deogracias lo incoraggia a scalarla e raggiungere la Culla dell'Afflizione. Vi sono a quel punto due finali, che si sbloccano in base al percorso intrapreso dal giocatore:
- Finale B: Se il giocatore è arrivato fin lì senza completare tutti i dungeon opzionali e aggiornare del tutto la spina, il Penitente fallisce nel raggiungere la cima e affonda nella cenere, lasciando solo la sua maschera che Deogracias poi raccoglie e deposita accanto a innumerevoli altre maschere (segno che egli alla fine era solo uno dei tanti passati per Custodia senza lasciare segno di sé), dichiarando finita la penitenza del protagonista.

- Finale A: Se il giocatore ha completato i sotterranei e aggiornato completamente la spina, il Penitente raggiunge il trono di Escribar in cima alla montagna di cenere, si siede e si trafigge con la sua spada, trasformandosi in un albero. La gente ora può salire sulle ceneri e coloro che lo fanno raccolgono le sue spoglie, adorandolo come il nuovo Padre e Ultimo Figlio del Miracolo. Dopo i titoli di coda, Crisanta riappare ed estrae il Mea Culpa dal corpo del Penitente, segno che il ciclo è destinato a ripetersi, come profetizzato da Deogracias.

### Stir of Dawn
Una volta asceso il salvataggio, ricominciando il gioco, verrà consegnata al penitente la Campanula Pietrificata. Addentrandosi nei meandri di Petrosa, al di sotto della Santa Via, usando l'oggetto il Penitente aprirà la porta di un monumento, nel quale incontrerà Jibrael, che introdurrà il giocatore agli eventi del DLC. In seguito, sarà possibile incontrare nuovamente Jibrael al Convento di Nostra Signora dal Volto Sfigurato, Echi Di Sale, Tetti dell'Arcicattedrale e al Muro delle Sacre Proibizioni. Ad ogni incontro, Jibrael racconterà al penitente una parte della storia di Laudes e le Amanecidas del Miracolo: cinque donne incaricate di far sfilare il Padre fra la gente durante le processioni. Laudes era enormemente devota al padre, tanto che una notte sentì i pori della sua pelle aprirsi, e la sua passione trasudò da essi, prendendo la forma di oro liquido. Quel sottile filo fu intessuto dalla Volontà Suprema, creando i corpi delle altre quattro donne. Ma il Miracolo, divenne invidioso dell'irrefrenabile passione di Laudes, rinchiudendo le Amanecidas in bare di vetro poi fatte sprofondare nella Terra, affinché potessero essere risvegliate solo quando il Miracolo stesso ne avrebbe reclamato la libertà. Alla fine di ogni dialogo, Jibrael chiederà al Penitente se voglia "far cantare il Bronzo", rispondendo di sì, suonerà una melodia capace di risvegliare le Amanecidas e, una volta sconfitte tutte e quattro, sarà possibile accedere a una nuova area nella Sala Degli Albori, dove il Penitente si scontrerà con Laudes e, una volta sconfitta, incontrerà per l'ultima volta Jibrael, inchinato nella Sala degli Albori che, dopo aver espresso il suo amore per Laudes sparirà, ricongiungendosi con essa dall'altra parte del sogno.

### Wounds of Eventide
Nella terza e ultima espansione al Penitente è permesso visitare la tomba di Perpetva prima di battersi con Esdras. Facendolo, Esdras avrà una visione della sorella e capendo che il Penitente è stato benedetto da essa abbandonerà ogni intenzione ostile recandosi dove tutto ebbe inizio: alla Confraternita del Lamento Silente. Incontrando lì Esdras, egli donerà al Penitente una chiave e gli rivelerà l'esistenza di un quarto Volto Dorato, imprigionato nelle profondità della Biblioteca delle Parole Bandite. È necessario consegnare la chiave a Diosdato, il guardiano della biblioteca, per poter accedere al luogo della prigionia. Il Volto, incastonato tra le radici del Nodo delle Tre Parole, incarica il Penitente di ritrovare i suoi occhi, dei quali venne privato per punizione. Gli occhi sono in possesso di due boss: Sierpes, nelle profondità di Custodia, in Lutto e Caos e Isidora, che è possibile combattere dopo aver consegnato metà della ossa al guardiano dell'ossario. Consegnado gli occhi al Volto, egli rivelerà il motivo della sua prigionia: egli era uno dei quattro più grandi devoti del Padre, i quattro che assistettero al primo Miracolo, ma solo uno di essi poté vedere la forma, il destino e l'origine del Miracolo stesso. Il Volto, detentore della Piaga dell'Abnegazione tentò di rivelare la verità a una persona dalla grande forza di volontà: Crisanta, senza però ottenere successo, in quanto la donna è impossibilitata a osservare la verità per via della sua penitenza, avendo rinunciato alla vista per espiare la propria colpa. Colto in flagrante, gli vennero strappati gli occhi e venne imprigionato dai suoi stessi fratelli. Dopodiché, il Volto consegnerà al Penitente il Cuore Apodittico di Mea Culpa, grazie al quale è possibile sprigionare il massimo potenziale della spada. Brandendo l'arma potenziata al massimo, sarà possibile spezzare le catene che legano indissolubilmente Crisanta al Miracolo e incontrando anch'essa nel punto dove tutto ebbe inizio, rivelerà al giocatore l'esistenza di qualcosa al di sopra della madre Chiesa e del Miracolo stesso: dall'Altro Lato del Sogno, un reame dimensionale superiore a quello umano, la fede dei credenti di Custodia aveva generato una Divinità parassita: le Alte Volontà, le quali presero la gestione del Miracolo, così da accrescere i loro poteri e ottenere l'immortalità. Sconfiggendo Escribar e scalando la montagna di cenere, il Penitente e Crisanta riusciranno ad accedere dall'Altro Lato del Sogno, al Cammino della Processione Eterna, dove finalmente i due si troveranno dinanzi gli Aguzzini di Custodia e, sferrando un violento attacco poranno fine alla vita della Trinità. Il cielo si rasserena e davanti al penitente compare il Padre, il quale sfiora il penitente per poi infine dissolversi. Mea Culpa si dissolve, ponendo fine anche alla vita del Penitente, che finalmente può trovare riposo. Crisanta e Deogracias adagiano il Penitente in una bara di pietra, pregando un'ultima volta nei suoi confronti. Dopo i titoli di coda si vede una figura umana, in posizione fetale, all'interno di quello che sembrerebbe essere un cuore pulsante discendere dal cielo, scena legata agli eventi del secondo capitolo della saga.

## Modalità di gioco
Il gioco è un'avventura dinamica bidimensionale nella quale il giocatore controlla un cavaliere in penitenza, che si fa strada in un mondo ispirato al folklore cristiano ma distorto dal peccato, fino a incontrare l'Ultimo Figlio del Miracolo. Nel corso del gioco, il Penitente, oltre alla sua spada Mea Culpa, può usufruire di una serie di Preghiere, i classici incantesimi, che gli permettono di affrontare i nemici più ostici; le Preghiere consumano Fervore, che si ottiene attaccando i nemici con gli attacchi in mischia. È anche possibile potenziare la spada in particolari santuari e con oggetti collezionabili, anch'essi legati all'iconografia cristiani quali cilici, rosari e altro; nel gioco è infatti possibile scoprire ed equipaggiare Reliquie, Grani del rosario, Preghiere e Cuori di spada per ottenere nuovi potenziamenti e abilità, che possono essere personalizzati in diverse combinazioni per diversi stili di gioco, e che donano bonus speciali, riducono o annullano certi tipi di danni da subire o consentono l'accesso ad aree altrimenti inaccessibili. Ogni nemico eliminato frutta inoltre delle Lacrime dell'Espiazione, la valuta del gioco, che possono essere usate per migliorare le statistiche del giocatore e ottenere oggetti, come il limite massimo di salute, Fervore e Fiasche di Bile (che guariscono il giocatore ogni volta che rimane danneggiato).
Ogni volta che il Penitente muore, ricomparirà nell'ultimo punto di controllo visitato, e un Frammento della Colpa apparirà nel luogo in cui è morto (o nei pressi di una fossa di spine o un fosso dove è caduto); il giocatore si vedrà ridotto il Fervore massimo e il Fervore e le Lacrime dell'Espiazione dai nemici morti fino a quando non riuscirà a recuperare il Frammento della Colpa, ma esistono anche punti dove è possibile eliminare questa penalità a un certo prezzo.

## Espansione e doppiaggio spagnolo
Il 4 agosto 2020, il gioco ha ricevuto un'espansione gratuita chiamata The Stir of Dawn, che include nuove missioni, personaggi e boss, la modalità Nuova Partita Plus e un doppiaggio completo in spagnolo. Stando allo sviluppatore Enrique Colinet, il gioco doveva possedere, tra le altre cose, il doppiaggio in lingua spagnola, cosa impedita da un budget limitato che costrinse quindi gli sviluppatori ad accontentarsi col doppiaggio in inglese, adatto a un ampio mercato. A seguito del successo commerciale del gioco è stato possibile permettersi un doppiaggio in spagnolo con vari doppiatori rinomati nella suddetta lingua.

## Accoglienza
| Testata                          | Versione | Giudizio |
| -------------------------------- | -------- | -------- |
| Metacritic (media al 30-01-2020) | PC       | 77/100   |
| Metacritic (media al 30-01-2020) | XONE     | 82/100   |
| Metacritic (media al 30-01-2020) | PS4      | 78/100   |
| Metacritic (media al 30-01-2020) | Switch   | 76/100   |
| Destructoid                      | Switch   | 8/10     |
| Hardcore Gamer                   | XONE     | 4/5      |
| IGN                              | Switch   | 7/10     |
| Jeuxvideo.com                    | Tutte    | 16/20    |
| Multiplayer.it                   | Switch   | 7,2/10   |
| Nintendo Life                    | Switch   | [ 15 ]   |
| Nintendo World Report            | Switch   | 5/10     |
| Spaziogames.it                   | Tutte    | 7,3/10   |
| VideoGamer.com                   | PS4      | 7/10     |

Il gioco ha avuto un'accoglienza "generalmente favorevole", come dimostrano i voti presenti nelle recensioni aggregate sul sito web Metacritic. Inoltre, il gioco è stato nominato come miglior titolo di E3 da parte del sito web IGN, ed è stato nominato come "Best Art", "Best Spanish Development", e "Indie Game of the Year" ai Titanium Awards del 2019.
| Anno | Premio          | Categoria                | Risultato       | Nota   |
| ---- | --------------- | ------------------------ | --------------- | ------ |
| 2019 | IGN             | Best E3 Game             | Vincitore/trice |        |
| 2019 | Titanium Awards | Best Art                 | Vincitore/trice | [ 19 ] |
| 2019 | Titanium Awards | Best Spanish Development | Vincitore/trice | [ 19 ] |
| 2019 | Titanium Awards | Indie Game of the Year   | Candidato/a     | [ 19 ] |